# Saltos ornamentais nos Jogos Olímpicos de Verão de 2008 - Plataforma 10 m sincronizado feminino
A competição da plataforma de 10 m sincronizado feminino dos saltos ornamentais nos Jogos Olímpicos de Verão de 2008 foi realizada no dia 12 de agosto no Centro Aquático Nacional de Pequim.

## Calendário
| Agosto                         | Agosto | 6 | 7 | 8 | 9 | 10 | 11 | 12 | 13 | 14 | 15 | 16 | 17 | 18 | 19 | 20 | 21 | 22 | 23 | 24 |
| ------------------------------ | ------ | - | - | - | - | -- | -- | -- | -- | -- | -- | -- | -- | -- | -- | -- | -- | -- | -- | -- |
| Plataforma 10 m sinc. feminino |        |   |   |   |   |    |    | F  |    |    |    |    |    |    |    |    |    |    |    |    |

|  | Dia de final |

## Medalhistas
| Ouro   | CHN Wang Xin e Chen Ruolin         |
| Prata  | AUS Briony Cole e Melissa Wu       |
| Bronze | MEX Paola Espinosa e Tatiana Ortiz |

## Resultados
Esses foram os resultados finais dos saltos ornamentais:
| Posição | Atletas                                   | Saltos | Saltos | Saltos | Saltos | Saltos | Total  |
| Posição | Atletas                                   | 1      | 2      | 3      | 4      | 5      | Total  |
| ------- | ----------------------------------------- | ------ | ------ | ------ | ------ | ------ | ------ |
|         | CHN Wang Xin e Chen Ruolin                | 55,80  | 55,20  | 79,20  | 82,56  | 90,78  | 363,54 |
|         | AUS Briony Cole e Melissa Wu              | 51,00  | 53,40  | 72,00  | 71,04  | 87,72  | 335,16 |
|         | MEX Paola Espinosa e Tatiana Ortiz        | 46,80  | 48,60  | 77,76  | 73,26  | 83,64  | 330,06 |
| 4       | GER Stefanie Anthes e Nora Subschinski    | 50,40  | 49,80  | 69,12  | 60,39  | 80,58  | 310,29 |
| 5       | USA Mary Beth Dunnichay e Haley Ishimatsu | 51,00  | 51,00  | 60,30  | 66,24  | 80,58  | 309,12 |
| 6       | PRK Choe Kum-hui e Kim Un-hyang           | 53,40  | 51,60  | 61,20  | 63,36  | 78,54  | 308,10 |
| 7       | CAN Meaghan Benfeito e Roseline Filion    | 51,00  | 51,60  | 67,50  | 62,37  | 73,44  | 305,91 |
| 8       | GBR Tonia Couch e Stacie Powell           | 51,00  | 48,60  | 66,60  | 63,84  | 73,44  | 303,48 |